# Canda philippinensis
Canda philippinensis är en mossdjursart som beskrevs av Canu och Bassler 1929. Canda philippinensis ingår i släktet Canda och familjen Candidae. Inga underarter finns listade i Catalogue of Life.